# 马西伊勒阿耶
马西伊勒阿耶（法語：Marcilly-le-Hayer，法語發音：[maʁsiji lə aje]）是法国奥布省的一个市镇，属于塞纳河畔诺让区。该市镇2009年时的人口为725人。

## 人口
马西伊勒阿耶人口变化图示
| 数据来源：INSEE |